# 이라자테리움
이라자테리움(Irajatherium)은 브라질 남동부 파라나 분지(Paraná Basin)에서 발견된 키노돈트로, 모식종인 이라자테리움 헤르난데스이(Irajatherium hernandezi)라는 한 종이 존재한다. 이라자테리움의 학명은 이라자 다미아니 핀토(Irajá Damiani Pinto)를 기리기 위해 그의 이름에서 따와서 명명되었다.